# Karius och Baktus
Karius och Baktus (originaltitel: Karius og Baktus) är en barnbok från 1949, skriven och illustrerad av den norske författaren Thorbjørn Egner.
Den utkom första gången i svensk översättning 1961 i översättning av Håkan Norlén och Ulf Peder Olrog. Boken handlar om tandtrollen Karius och Baktus som känner sig trygga i pojken Jans mun eftersom han aldrig borstar tänderna. Den används ofta i pedagogiskt syfte för att lära barn vikten av att sköta om sina tänder. 
Berättelsen sändes också som hörspel i Egners eget radioprogram Barnetimen i NRK. Den gjordes också som dockfilm med samma titel av Ivo Caprino 1955, en film som visats i många skolor även i Sverige genom åren.